# Pachypleurum nemorosum
Pachypleurum nemorosum är en flockblommig växtart som först beskrevs av Jevgenij Korovin, och fick sitt nu gällande namn av Jevgenij Korovin. Pachypleurum nemorosum ingår i släktet Pachypleurum och familjen flockblommiga växter. Inga underarter finns listade i Catalogue of Life.